# Obversión lógica
En lógica tradicional, la obversión es un "tipo de inferencia inmediata en la cual a partir de una proposición dada se infiere otra proposición  cuyo tema es el mismo que el sujeto original y cuyo predicado es contradictorio al predicado original, y cuya cualidad es afirmativa si la cualidad de la proposición original fuese negativa y viceversa". La cualidad de la proposición categórica inferida cambia, pero el valor de verdad es equivalente al de la proposición inicial. La proposición inferida inmediatamente se denomina "anverso" de la proposición original, y es una forma válida de inferencia para todos los tipos de proposiciones categóricas (A, E, I, O).
En una proposición universal afirmativa y una universal negativa, el término sujeto y el término predicado se sustituyen ambos por sus complementos:
El universal afirmativa (proposición "A" ) se obvierte a una universal negativa (proposición "E").
"Todos los S son P" y "Ningún S es no-P"
"Todos los españoles son europeos" y "Ningún español es no-europeo"
El universal negativo (proposición "E" ) se obvierte a una afirmativa universal (proposición "A").
"Ningún S es P" y "Todo S es no-P"
"Ningún español es americano" y "Todo español es no-americano"
En el particular afirmativo la cantidad del término sujeto se mantiene sin cambios, pero el término predicado de la proposición inferida niega el complemento del término predicado de la proposición inicial. El particular afirmativo (proposición "I") se obvierte a un particular negativo (proposición "O").
"Algún S es P" y "Algún S no es no-P"
"Algún español es rubio" y "Algún español no es no-rubio"
En la obversion de un particular negativo a un particular afirmativo, la cantidad del sujeto también se mantiene sin cambios, y el término predicado se cambia de la  negación simple a un término de la clase complementaria. La proposición particular negativa ("O") se obvierte a un particular afirmativo (proposición "I").
"Algún S no es P" y "Algún S es no-P"
"Algún español no es americano" y "Algún español es no-americano"
Observe que el valor de verdad de una declaración original se conserva en su forma anversa resultante. Debido a esto, la obversión se puede utilizar para determinar las inferencias inmediatas de todas las proposiciones categóricas, independientemente de su cualidad o cantidad.
Además, la obversión nos permite navegar a través de la cuadro tradicional de oposición lógica, proporcionando un medio para que procedamos desde la proposiciones "A" a las proposiciones "E", así como de las proposiciones "I" a las proposiciones "O", y viceversa. Sin embargo, a pesar de las propuestas resultantes de la obversión son lógicamente equivalentes a los estados originales en términos de valor de verdad, no son semánticamente equivalentes a sus declaraciones originales en su forma estándar.